# Танда, Патрисио
Патри́сио Дамиа́н Та́нда (исп. Patricio Damián Tanda; 5 апреля 2002, Ломас-де-Самора) — аргентинский футболист, полузащитник клуба «Расинг», выступающий на правах аренды за львовские «Карпаты».

## Биография
Футболом начал заниматься в скромных коллективах «Альберди» (Бурзако) и «Альмафуэрте» (Сан-Хосе), прежде чем перешел к именитому «Бока Хуниорс». Во время выступлений за «Боку» также выступал в аренде за местные клубы «Культурал Мармол» и «Илимпия» и «Олимпия» (Ломас-де-Самора). В 2018 году перешёл в «Расинг». В ноябре 2020 года переведён в основную команду, а 19 ноября полузащитник дебютировал за основной состав в проигранном (0:2) поединке Кубка профессиональной лиги против «Атлетико Тукуман», в котором сыграл все 90 минут. В 2021 году отдан в аренду «Феррокарриль Оэсте» из Примеры Б Насионаля.
Вернувшись в «Расинг», он остался игроком глубокой ротации, сыграл за весь 2022 год только один матч с основной командой.
В начале декабря 2024 года попал в сферу интересов львовских «Карпат». 23 января 2025 года перешёл во львовский клуб в аренду с правом выкупа до конца 2025 года.